# Рибадекін

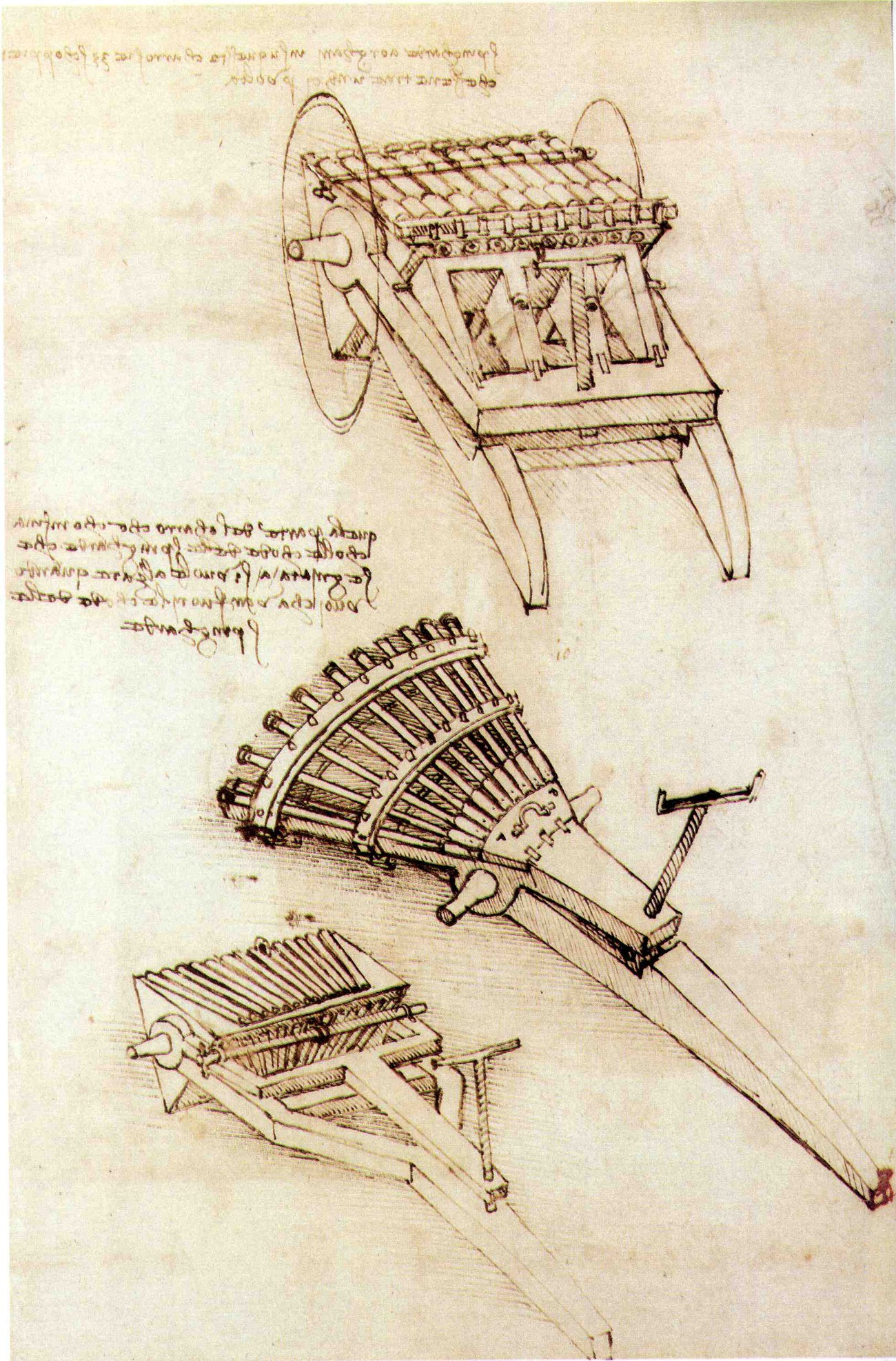
Малюнки рибадекіна виконані Леонардо да Вінчі.

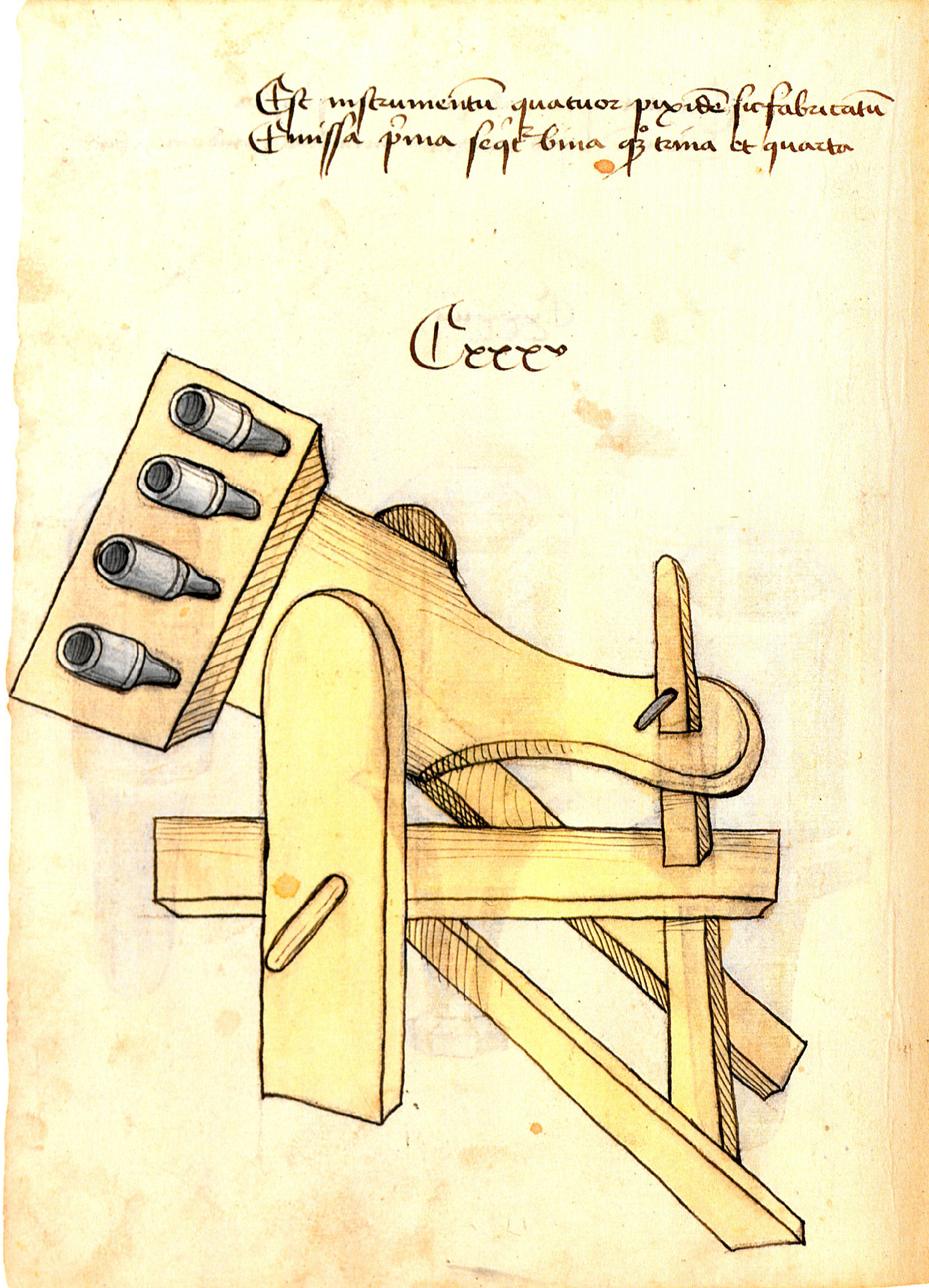
Органна гармата в трактаті Белліфортіс (написаний приблизно в 1405, зображення з Clm 30150, ca. 1430)

Рибадекін, також відомий як рабад, рибат, рибадкін, пекельна машина або органна гармата, органна гармата часів пізнього середньовіччя з великою кількість залізних стволів невеликого калібру встановлених на платформі. Використовувалася в період з 14-го по 15-те століття. При стрільбі залпом гармата створювала щільну стіну з свинцевих куль. Їх використовували, особливо, протягом першої половини 15-го століття, та продовжили використовувати в якості протипіхотної зброї. Назва органна гармата походить від музикального інструменту який мав багату кількість труб — органа.
Через те, що це була перша багатоствольна вогнепальна зброя, інколи рибадекін вважають попередником мітральєзи.
Перший рибадекін використали в армії Едуарда III в 1339 у Франції під час Едвардианської війни. Рибадекіни Едуарда мали дванадцять стволів які стріляли залпами по дванадцять куль. Дев'ятиствольні рибалти використовувало Міланське герцогство та інші учасники Італійських воєн.[джерело?] Рибадекіни також використовували під час війни Червоної та Білої троянд. Під час Другої битви при Сент-Олбансі, бургунські солдати під командуванням Йорків використали рибадекіни проти армії Ланкастерів на чолі з королевою Маргаритою Анжуйською.
У Східній Європі, володар Молдавського князівства Штефан III Великий використовував важчу версію органної гармати наприкінці 1475, як засвідчив польський літописець Бєльський.